# Томислав Танхофер
Томислав Танхофер (Антуновац крај Осијека, 21. децембар 1898 — Сплит, 21. јун 1971) био је југословенски позоришни редитељ и глумац.

## Биографија
Филозофију је студирао у Загребу и Бечу. Као глумац и редитељ радио је у осјечком ХНК-у (1921–34), затим у управи загребачког ХНК-а (1934–36) па као глумац у Позоришту Дунавске бановине (1936–40) и загребачком ХНК-у (1940–47). У међувремену наступао у Југословенском драмском позоришту у Београду, био у управи позоришта у Бањој Луци, Осијеку и Сплиту, и предавао глуму на Позоришној академији у Београду. Написао је збирку новела Поплава (1943), уређивао позоришне часописе, писао мемоаре и чланке о позоришним питањима и преводио. Добитник је Награде »Владимир Назор« за животно дјело 1968.

## Филмографија
Дугометражни филм | ТВ мини серија
|                   | 1940 | 1950 | 1960 | Укупно |
| ----------------- | ---- | ---- | ---- | ------ |
| Дугометражни филм | 2    | 2    | 0    | 4      |
| ТВ мини серија    | 0    | 0    | 1    | 1      |
| Укупно            | 2    | 2    | 1    | 5      |
|           | Назив           | Улога      |
| --------- | --------------- | ---------- |
| 1944      | Лисински        | Коментатор |
| 1948      | Софка           | Мита       |
| 1950-te ▲ |                 |            |
| 1954      | Аникина времена | /          |
| 1957      | Мале ствари     | /          |
| Од | До | Назив | Улога |
| -- | -- | ----- | ----- |

## Позориште
Важније улоге:
- Солнес (Х. Ибзен, Градитељ Солнес)
- Болингброк (Е. Сцрибе, Чаша воде)
- Орсат (И. Војновић, Дубровачка трилогија)
- Марко Барић (М. Беговић, Без трећега)
- Крижовец (Крлежа, У агонији)
- Леоне (Крлежа, Господа Глембајеви)

Режирао је стотињак драмских дела, међу којима су 
- Крлежин глембајевски циклус
- Глорија Р. Маринковића
- Лестве Јаковљеве В. Деснице
- Софоклова Антигона и Краљ Едип
- Дон Царлос Ф. Шиллера
- Браћа Карамазови Ф. М. Достојевског